# اللكاحية
اللگ‍احية أو القاحية منطقة عراقية ورَجم، في ناحية النخيب بقضاء الرطبة بمحافظة الأنبار بالبادية العراقية، غرب العراق. ومن قرية الشبجة طريق إلى عكيلة السلاطين ثم شعيب حسب ثم العاشورية ثم الصحن ثم تُقطع 35 كيلومتراً إلى خشم اللگ‍احية التي هي طريق وعرة تتجهة إلى سهب نومان. ويخترق سهل العاشورية الذي يستمد اسمه من منهل يقع إلى الشمال الشرقي من حوض القاحية.